# 辰州大捷
辰州大捷是南明军队在抵抗清朝军队中取得的一场战斗胜利。

## 经过
永历六年(1652年)，已经联明抗清的大西军分两路反攻清军，东路出湖广，北路出四川。东路明军在李定国率领下，先后取得靖州大捷、桂林大捷、衡阳大捷一连串胜利。孙可望唯恐李定国功高震主，于是决定亲自率领部队打一场胜仗。十一月初一，孙可望来到湖南沅州(今芷江)，他派大将白文选率兵五万进攻辰州。二十一日，明军进抵辰州城下，把该城四面包围，炮火击毙清军副将张鹏星。次日，白文选驱动象阵突破东门，大破清军，击毙清辰常总兵徐勇，俘虏清辰常道劉昇祚、辰州知府王任杞，取得了辰州大捷的胜利。

## 影响
辰州大捷给予湖广清军沉重打击，尤其辰州靠近贵州，攻克辰州减轻了南明根据地的压力。